# 折原巳一郎

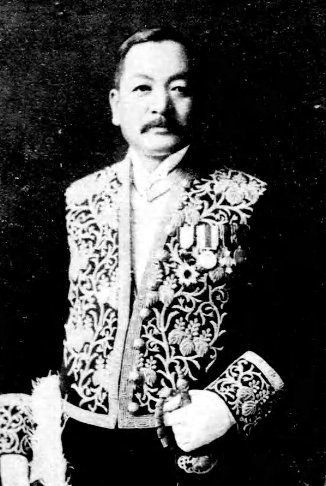
折原巳一郎

折原 巳一郎（おりはら みいちろう、明治2年8月7日（1869年9月12日） - 1933年（昭和8年）11月13日）は、日本の内務官僚、政治家。政友会系官選県知事、衆議院議員。

## 略歴
上野国邑楽郡、のちの群馬県邑楽郡大箇野村（現板倉町）で、庄屋・村長・県会議員、折原逸太郎の長男としてに生まれる。第一高等学校を経て、1896年（明治29年）に帝国大学法科大学を卒業。内務省に入り警保局属に任官し戸籍課に配属。同年12月、文官高等試験行政科試験に合格。
1897年（明治30年）愛媛県参事官となり、以後、静岡県・和歌山県の各参事官、大阪府第三部長、滋賀県事務官・第一部長兼第三部長、福岡県・兵庫県の各内務部長などを歴任。
1913年（大正2年）6月、奈良県知事に就任。以後、島根県知事、千葉県知事、兵庫県知事を歴任した。1923年（大正12年）10月に退官。1924年（大正13年）5月、第15回衆議院議員総選挙に兵庫県第一区で政友本党から出馬し当選。一期在任した。